# Шенн Браспенінкс
Шенн Браспенінкс (нід. Shanne Braspennincx, нар. 18 травня 1991,Тюрнгаут, Бельгія) — нідерландська велогонщиця на треку. Вона виступає на.шосе. На треку вона ставала чемпіонкою Нідерландів, Європи та Олімпійських ігор (2020).

## Кар'єра
У 2011 році Браспенінкс двічі виграла бронзу на чемпіонаті Нідерландів з велоспорту на треку — у кейріні та спринті. Через рік вона знову двічі вигравала бронзу, цього разу в кейріні та гонці на 500 метрів. У 2012 році в Апелдорні вона виграла золото в кейріні.
У 2013 році вона стала чемпіонкою Нідерландів з кейріну та двічі вигравала золото на чемпіонаті Європи з велоспорту на треку в Апелдорні у віковій категорії до 23 років: у кейріні та командному спринті (разом з Еліс Лігтлі). Наступного року вона виграла бронзу в обох дисциплінах на чемпіонаті Європи в Бає-Мао на французькому острові Гваделупа.
2 лютого під час Чемпіонату світу з велоспорту на треку 2015 року в Сен-Кантен-ан-Івеліні, Франція, вона виграла срібну медаль у кейріні. У липні 2015 року Браспенінкс перенесла інфаркт міокарда під час тренувального збору в США. Вона відновила тренування восени 2015 року..
2 лютого 2016 року вона розповіла про те, що з нею сталося, у програмі RTL Late Night. Там вона висловила своє бажання все ж таки мати можливість кваліфікуватися на літні Олімпійські ігри того року. Зрештою, вона поїхала як запасна гонщиця. Браспенінкс залишилася за межами олімпійського селища і не брала участі в змаганнях. П'ять років по тому, у серпні 2021 року, вона змагалася від Нідерландів на літніх Олімпійських іграх 2020 року в Токіо. Разом з Лорін ван Ріссен вона фінішувала четвертою в командному спринті. Через три дні, 5 серпня, вона виграла золото в кейріні і стала наступницею Еліс Лігтлі.
2 лютого 2016 року вона розповіла про те, що з нею сталося, у програмі RTL Late Night. Там вона висловила своє бажання все ж таки мати можливість кваліфікуватися на літні Олімпійські ігри того року. Зрештою, вона поїхала як запасна гонщиця. Браспенінкс залишилася за межами олімпійського селища і не брала участі в змаганнях. П'ять років по тому, у серпні 2021 року, вона змагалася від імені Нідерландів на літніх Олімпійських іграх 2020 року в Токіо. Разом з Лорін ван Ріссен вона фінішувала четвертою в командному спринті. Через три дні, 5 серпня, вона виграла золото в кейріні і стала переємницею Еліс Лігтлі.

## Особисте життя
Браспенінкс живе з трековим велосипедистом Джеффрі Гугландом.

## Виступи на Олімпіадах
| Олімпіада  | Дисципліна       | Місце |
| ---------- | ---------------- | ----- |
| Токіо 2020 | спринт           | 7     |
| Токіо 2020 | командний спринт | 4     |
| Токіо 2020 | кейрін           | 1     |